# Кинджикитиле Нгвале
Кинджикити́ле «Бокеро» Нгвале (Kinjikitile «Bokero» Ngwale; около 1860 — 4 августа 1905) — танзанийский религиозный деятель, организатор восстания Маджи-Маджи 1905—1907 годов против колониального правления в Германской Восточной Африке. Объявив себя духовным медиумом, Кинджикитиле был признан пророком и объединил местное население в религиозно-политическое движение Маджи, но вскоре после начала восстания был арестован и казнён колонизаторами.

## Биография
Кинджикитиле был представителем народа матумби, жившего на территории нынешнего района Килва региона Линди на юго-востоке современной Танзании (тогда Германская Восточная Африка, позже Танганьика). Матумби практиковали религиозные формы народного ислама.
В середине 1904 года тогда ещё малоизвестный Кинджикитиле исчез из своего дома в Нгарамбе. Он вернулся через несколько дней и объявил, что им овладел дух-медиум по имени Хонго, который, как полагают, принял форму змеи. Кинджикитиле утверждал, что общался с божеством Бокерой через дух Хонго. В своих проповедях он призывал своих последователей и всех африканцев к единству и прекращению внутренних распрей, чтобы преодолеть племенные различия и объединиться против колонизаторов. Слава о Кинджикитиле быстро распространялась по Восточной Африке, привлекая последователей на территории площадью 100 000 квадратных километров. Он рассказывал своим последователям, что духи их предков повелели ему возглавить восстание против немецкой колониальной империи.
К середине 1905 года движение приобрело организованный характер. Его название Маджи-Маджи возникло от слова «вода» (на суахили maji), так как Кинджикитиле обещал дать своему народу «святую воду», чтобы защитить от немецких пуль. Во многих районах юга колонии началась специальная военная подготовка последователей Кинджикитиле. В июле 1905 года началось вооружённое выступление матумби и кичи на юге Германской Восточной Африки. Однако когда группа матумби напала на дом колониального чиновника, Кинджикитиле был арестован немецкими войсками.
Он был повешен за государственную измену 4 августа 1905 года. Дело Кинджикитиле продолжил его брат, и восстание продолжалось до 1907 года. В ходе подавления восстания немцами было убито более 100 тысяч или даже до 300 тысяч африканцев. К концу мятежа практически всё местное население некоторых районов было истреблено.
В Танзании восстание Маджи-Маджи считается важной вехой в национальной истории. Джулиус Ньерере — первый президент объединённой Танзании — назвал повстанцев пионерами движения за национальное объединение страны. Кинджикитиле «Бокеро» Нгвале современные танзанийцы почитают как протонационального героя.

## Наследие в литературе
Танзанийский драматург Эбрагим Хусейн написал популярную пьесу на языке суахили под названием «Кинджекетиле», основанную на событиях восстания Маджи-Маджи. История Кинджикитиле также упоминается в криминальном романе Райнера Бойтеля «Маджи-Маджи» и в романе Яна Гийу «Строители мостов».